# Chłopiec z łabędziem
Chłopiec z łabędziem (niem. Knabe mit Schwan) – rzeźba autorstwa Theodora Erdmanna Kalidego, znajdująca się między innymi w Chorzowie na placu Jana Matejki.
Rzeźba jest odlewem żeliwnym, wykonanym w Królewskiej Odlewni Żeliwa w Gliwicach, prezentowana była w 1834 na wystawie prac autora w Akademii Berlińskiej. Model rzeźby, umieszczony w katalogu gliwickiej huty, był do kupienia za 150 talarów. Według niego powstały inne odlewy w żeliwie, cynku i brązie. Jeden z egzemplarzy żeliwnych został zakupiony przez władze Chorzowa (ówczesnej Królewskiej Huty) i w latach 1870–1912 zdobił fontannę miejską na rynku, następnie przeniesiono rzeźbę na plac Jana Matejki, na którym znajduje się do dzisiaj. Wodotrysk, pierwotnie umiejscowiony w dziobie łabędzia, dziś znajduje się w czaszy basenu. W roku 1992 rzeźba została poddana pracom konserwatorskim w Gliwickich Zakładach Urządzeń Technicznych.
Praca Kalidego wzbudzała powszechny podziw, w 1851 zdobyła brązowy medal na Wielkiej Wystawie w Londynie. Kopie rzeźby Chłopca z łabędziem znajdują się między innymi w parku w Gliwicach (skwer Dessau) – pierwszy odlew 1993–2005 i drugi odlew od 2006, w Legnicy, w Warszawie (Ogród Saski oraz Ogród w Wilanowie), w Eckersdorf-Donndorf, w Sychrovie (Czechy), w Kallhäll (Szwecja), w Czeladzi – od 2005, w Koniecpolu – od 2007, w Brzegu (Park Centralny), we Wrocławiu (Park Staromiejski), w parku pałacowym w Zatoniu (kopia postawiona w 2020 roku), w zespole pałacowo-parkowym w Poczdamie (odlew z brązu zakupiony przez króla pruskiego) oraz w Osborne House – byłej rezydencji królowej brytyjskiej na wyspie Wight (egzemplarz zakupiony przez królową Wiktorię). Nie zachowały się fontanny w parku w Bytomiu-Miechowicach, w Bad Freienwalde, w Šilheřovicach oraz w Jindřichovie (Czechy). Chłopiec z łabędziem jest również pierwszą fontanną Mińska od 1874.

## Galeria

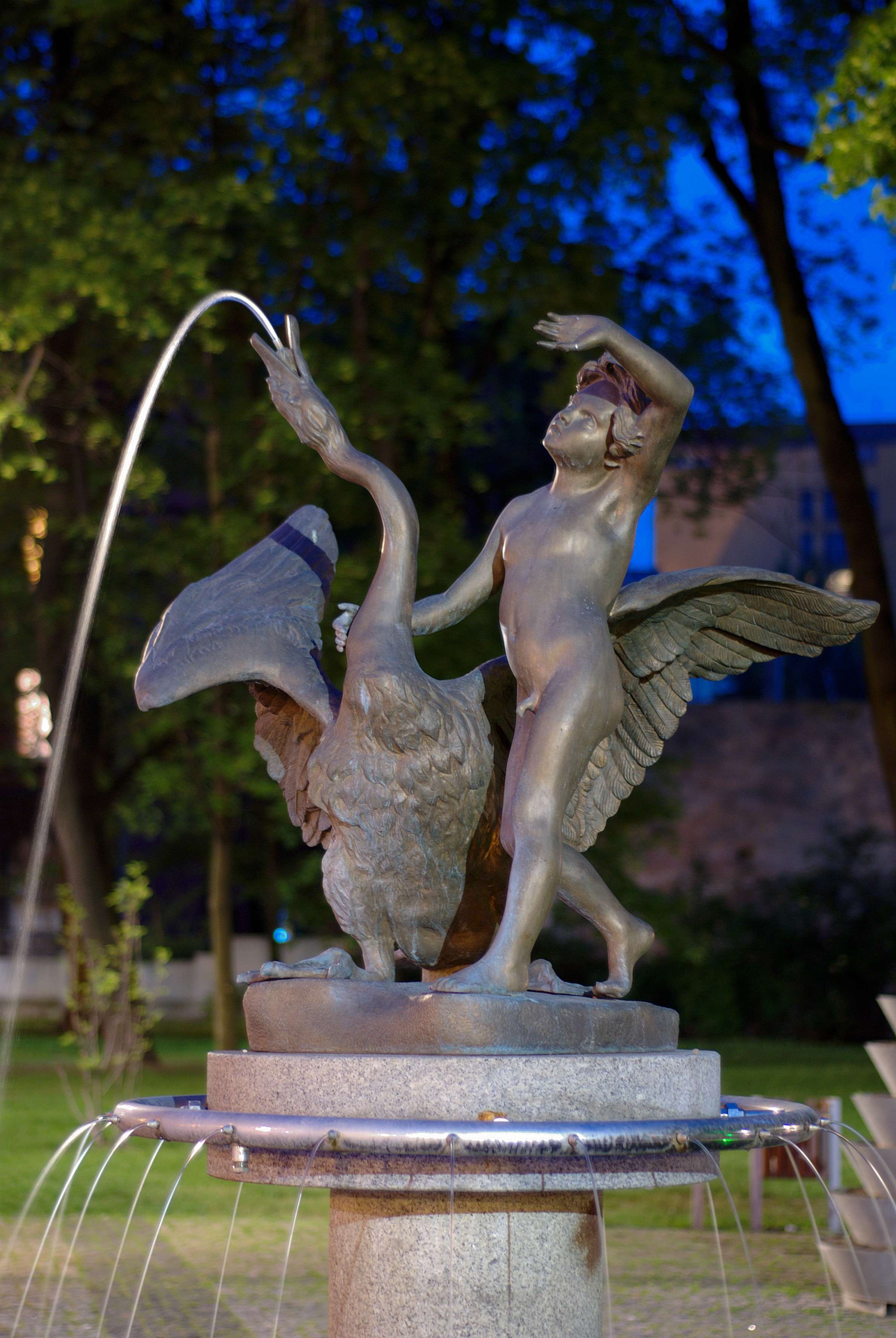
Chłopiec z łabędziem w Gliwicach
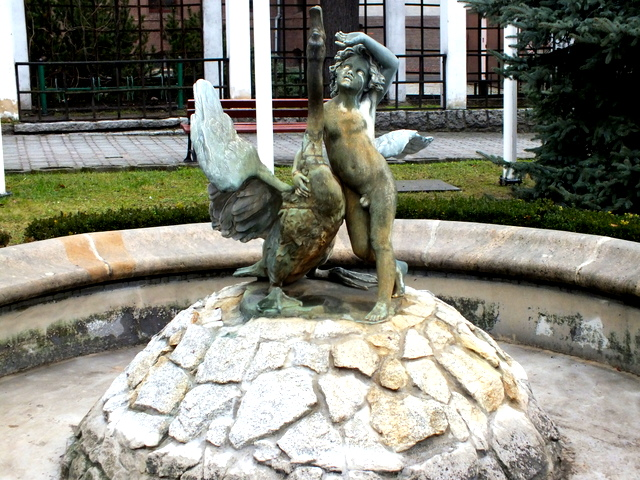
Chłopiec z łabędziem w Legnicy
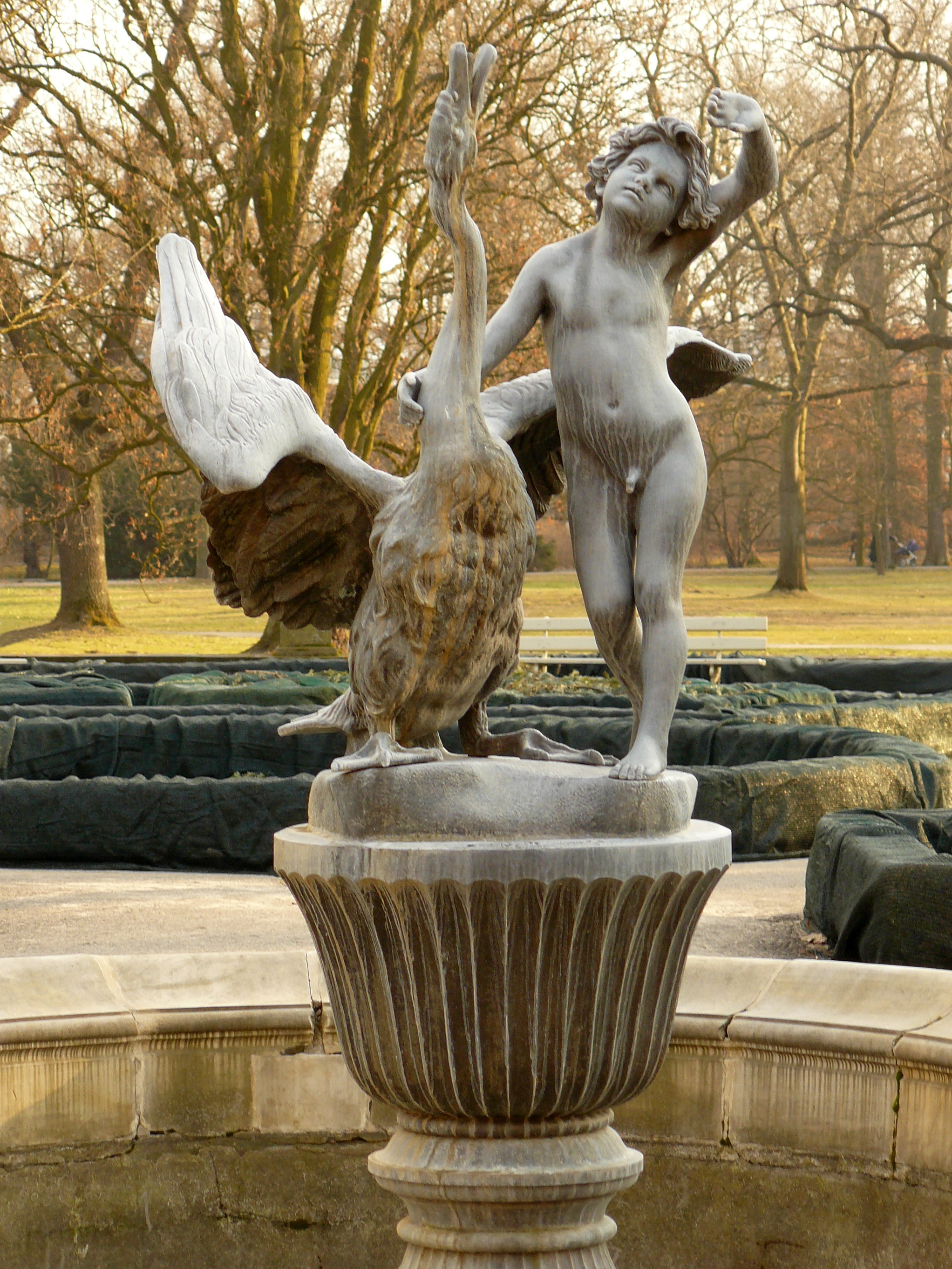
Chłopiec z łabędziem w Warszawie, Ogród w Wilanowie
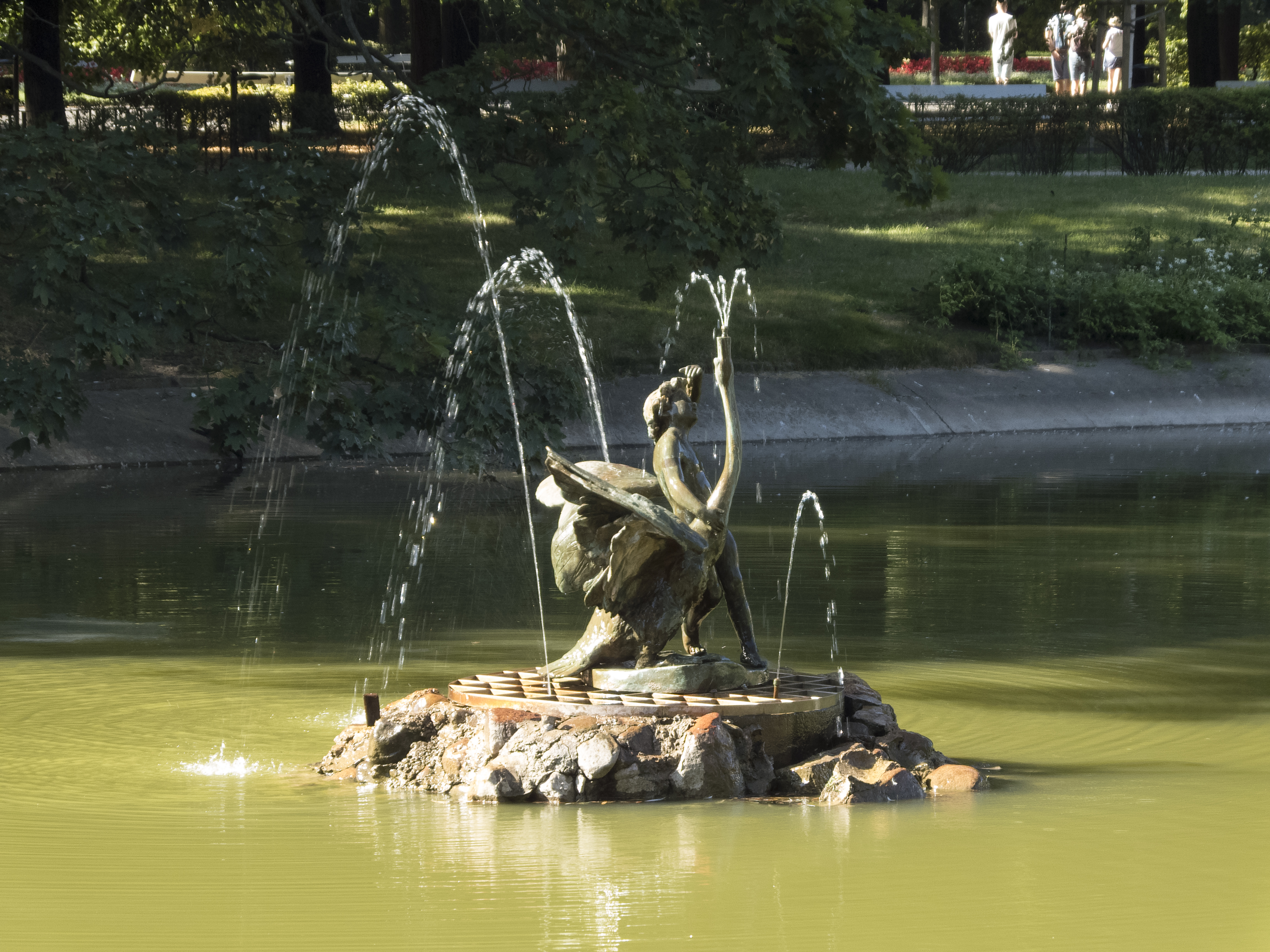
Chłopiec z łabędziem w Warszawie, Ogród Saski
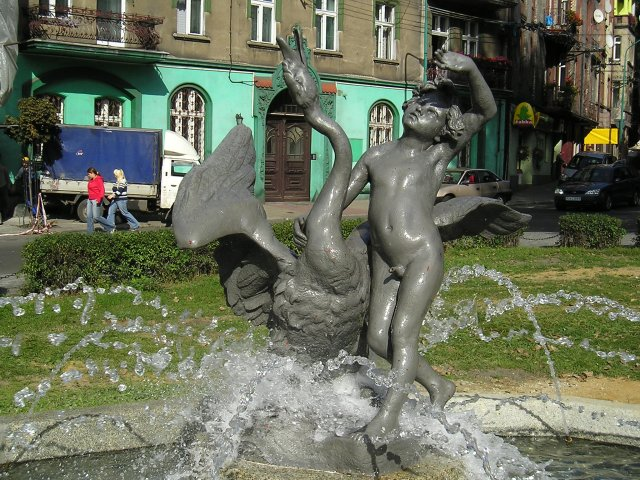
Chłopiec z łabędziem w Chorzowie
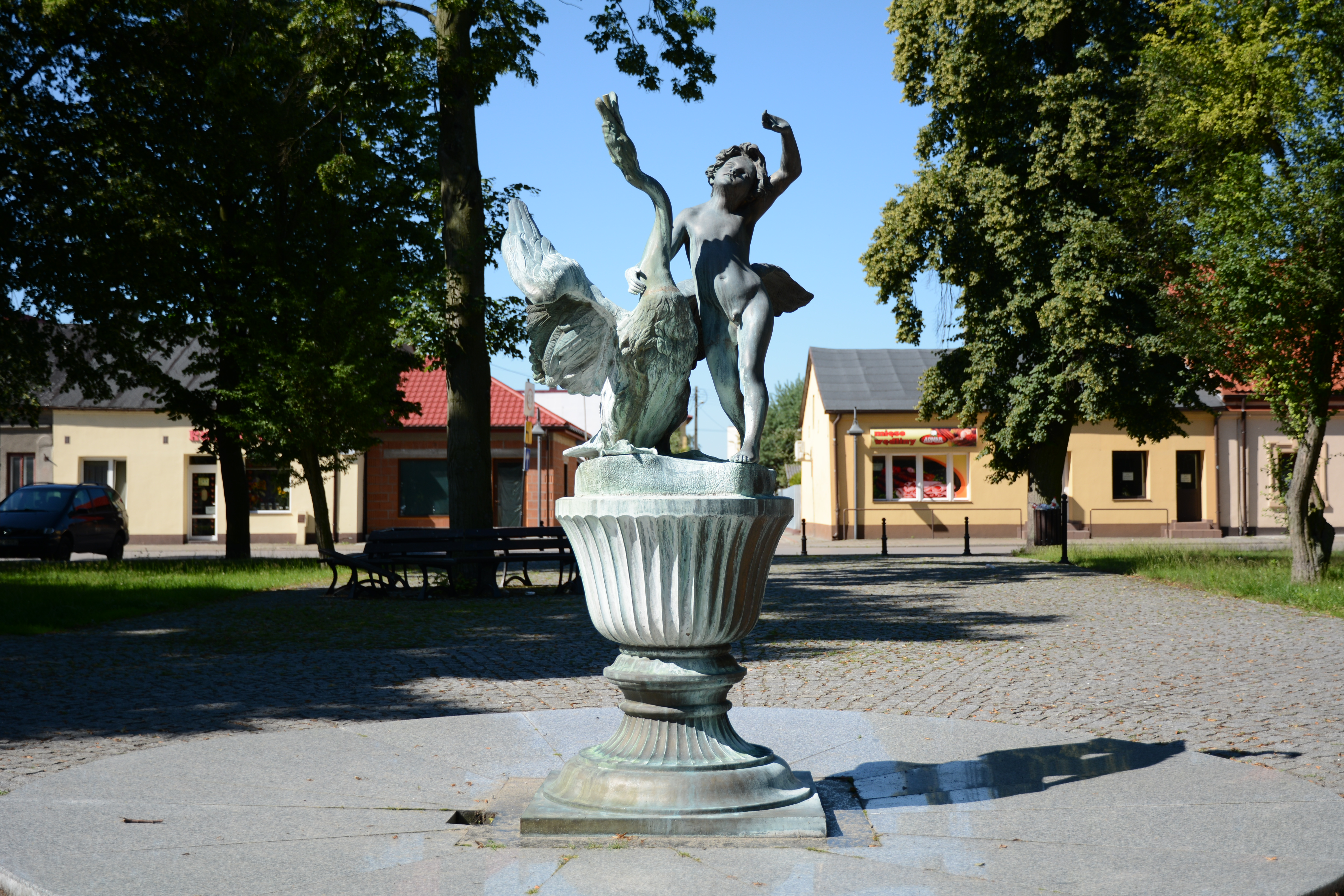
Chłopiec z łabędziem w Koniecpolu
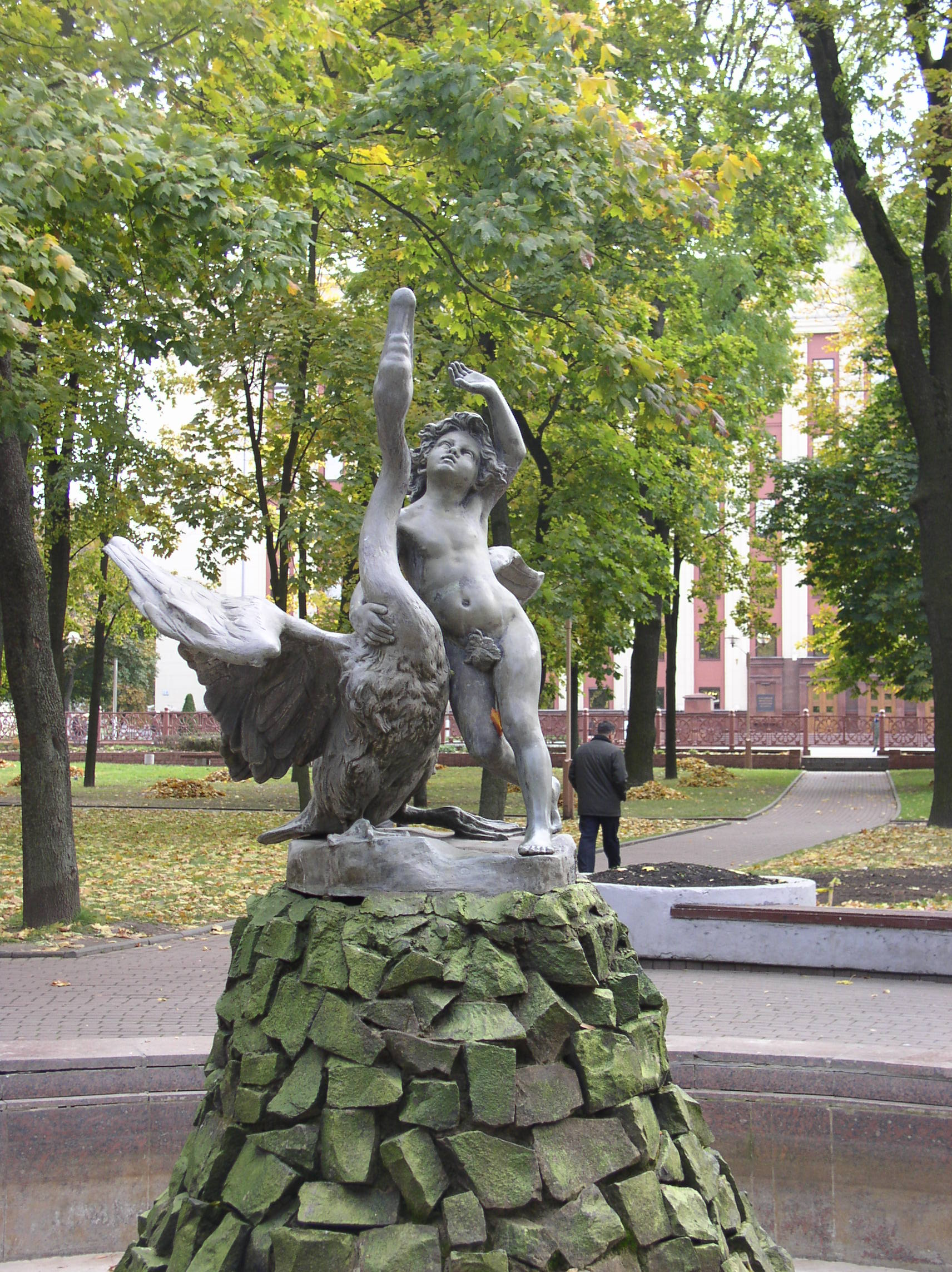
Chłopiec z łabędziem w Mińsku
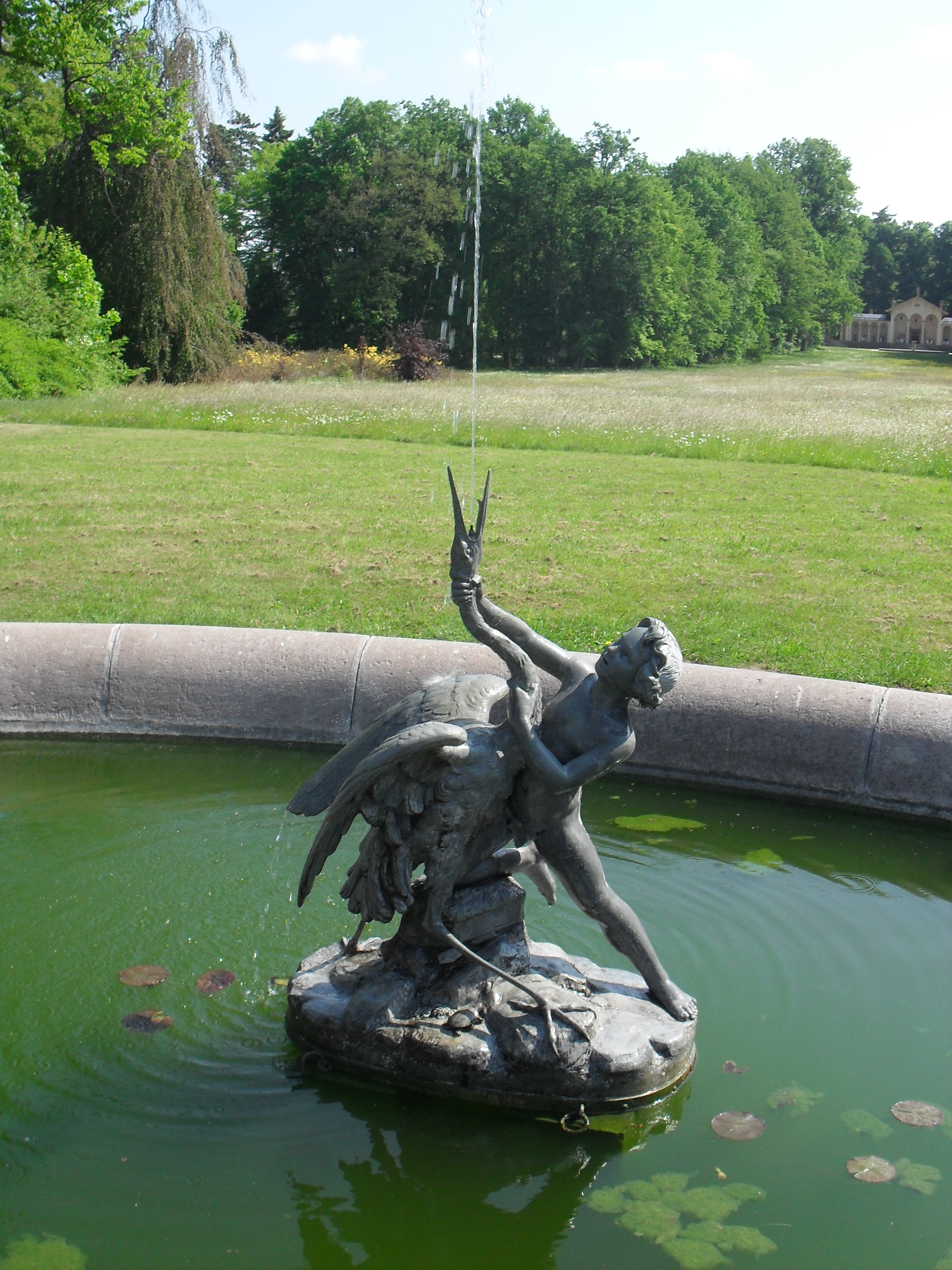
Chłopiec z łabędziem w ogrodzie zamkowym czeskiego Sychrova